# Economía de Macedonia del Norte
La economía de Macedonia del Norte se ha caracterizado por una progresiva liberalización tras la disolución de la antigua Yugoeslavia en 1991. Casi 500.000 personas abandonaron el país entre este último año y el 2010, debido principalmente a la muy alta tasa de desempleo (30%) y a los bajos salarios.
El gobierno de Nikola Gruevski está avanzando hacia una política de dumping fiscal y social para atraer a los inversores extranjeros. Sin embargo, la privatización ha llevado a la destrucción de la base industrial del país. Además, el VMRO-DPMNE impone su control sobre las instituciones y la economía. Así, los periodistas Jean-Arnault Dérens y Laurent Geslin señalan que dentro de las instituciones, "un sistema de control estrecho debe garantizar la lealtad de los empleados del Estado. Para obtener una transferencia o avance, es necesario llevar la tarjeta VMRO-DPMNE. Y hay que tener cuidado con lo que se dice para no perder el trabajo: hay espías e informantes por todas partes. Las empresas también se quejan discretamente de la presión del régimen: en cada empresa, se "recomienda" contratar a un gerente de VMRO-DPMNE para evitar auditorías fiscales no deseadas."
En 2015, los emigrantes enviaron $252.1 millones al país, una cantidad equivalente a la inversión extranjera. La economía informal representa el 35% del producto interior bruto (PIB), y casi el 20% de la población vive por debajo del umbral de la pobreza, mientras que el presupuesto nacional tiene un déficit crónico y la deuda pública aumenta constantemente.

## Datos económicos
- PIB - Producto Interior Bruto (2004): N.D.
- Paridad de poder adquisitivo (2004): 14.100 millones de $ USA.
- PIB - Per capita: N.D.
- Paridad del poder adquisitivo Per cápita (2004): 7.100 $ USA.
- Inflación media anual (2004): 0,4%.
- Deuda externa aprox. (2003): N.D.
- Reservas: N.D.
- Importaciones (2004): 2.677 millones de $ USA.

- Principales países proveedores: Alemania, Grecia y Serbia y Montenegro.
- Principales productos de importación: Maquinaria, petróleo y productos farmacéuticos.

- Exportaciones (2004): 1.630 millones de $ USA.

- Principales países clientes: Serbia y Montenegro, Alemania y Grecia.
- Principales productos de exportación: Alimentos, tabaco y acero.

Estructura del PIB en 2004:
Distribución por sectores económicos del PIB total:
Agricultura, Silvicultura y Pesca: 11%.
Industria y construcción: 26%.
Industrias manufactureras y minería: N.D.
Servicios: 63%.
- Población activa (2004): 855 mil personas.
- Tasa de paro (2003): 36%.
- Población por debajo del nivel de pobreza: 30%.

- (N.D.): No disponible.